# Jean Guillot
Jean René Camille Guillot (Argenteuil, 31 agosto 1941 – Montmorillon, 19 gennaio 1996) è stato un calciatore e allenatore di calcio francese, di ruolo attaccante.

## Carriera

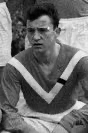
Guillot durante la stagione 1953-1954 con la maglia del.

Appassionato di calcio, iniziò la sua carriera calcistica professionistica nel 1951 con il RC Paris, all'epoca una delle squadre più rappresentative del panorama parigino. Dopo una prima stagione tra le file del club biancoblù, si trasferì per due anni al Rouen, dove in 62 presenze mise a segno 23 reti.
Il suo passaggio in Normandia fu breve, e già l'anno successivo fece ritorno all'RC Paris, dove restò fino al 1961. Durante questo lungo periodo nella capitale, Guillot si distinse per il suo spirito combattivo e la capacità di adattarsi a più ruoli offensivi, diventando un punto fermo del reparto d'attacco del club, con 67 reti in 224 presenze.
Nel 1961 si trasferì al Nantes, all'epoca ancora in Division 2. Con i canarini fu protagonista di un ciclo vincente: contribuì infatti alla promozione in Division 1 e, successivamente, alla storica conquista del titolo nazionale nella stagione 1964-1965. Quest'ultima giocando poco, solo cinque presenze in tutto l'arco della stagione, ma rendendosi decisivo segnando una tripletta, l'8 maggio 1965 alla 32ª giornata, contro il Lione.
Nel 1965 lasciò il Nantes per disputare la sua ultime stagioni da calciatore al Grenoble e all'UES Montmorillon, dove in seguito divenne anche allenatore.

## Palmarès

### Competizioni nazionali
- Campionato francese: 1

Nantes: 1964-1965
- Supercoppa francese: 1

Nantes: 1965
- Coppa di Lega francese: 1

Nantes: 1964-1965